# Hovea heterophylla
Hovea heterophylla är en ärtväxtart som beskrevs av Joseph Dalton Hooker. Hovea heterophylla ingår i släktet Hovea och familjen ärtväxter. Inga underarter finns listade i Catalogue of Life.

## Bildgalleri

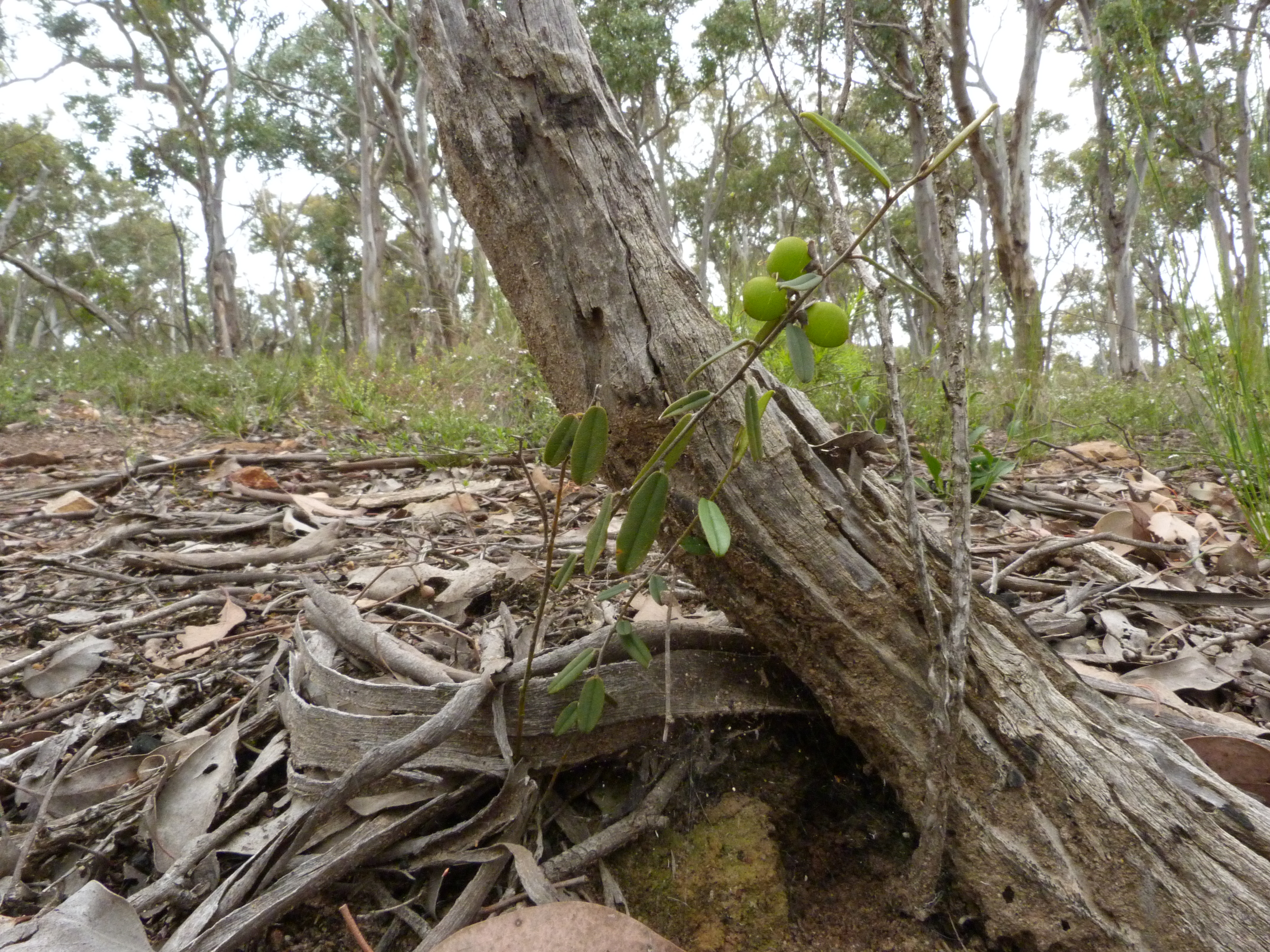
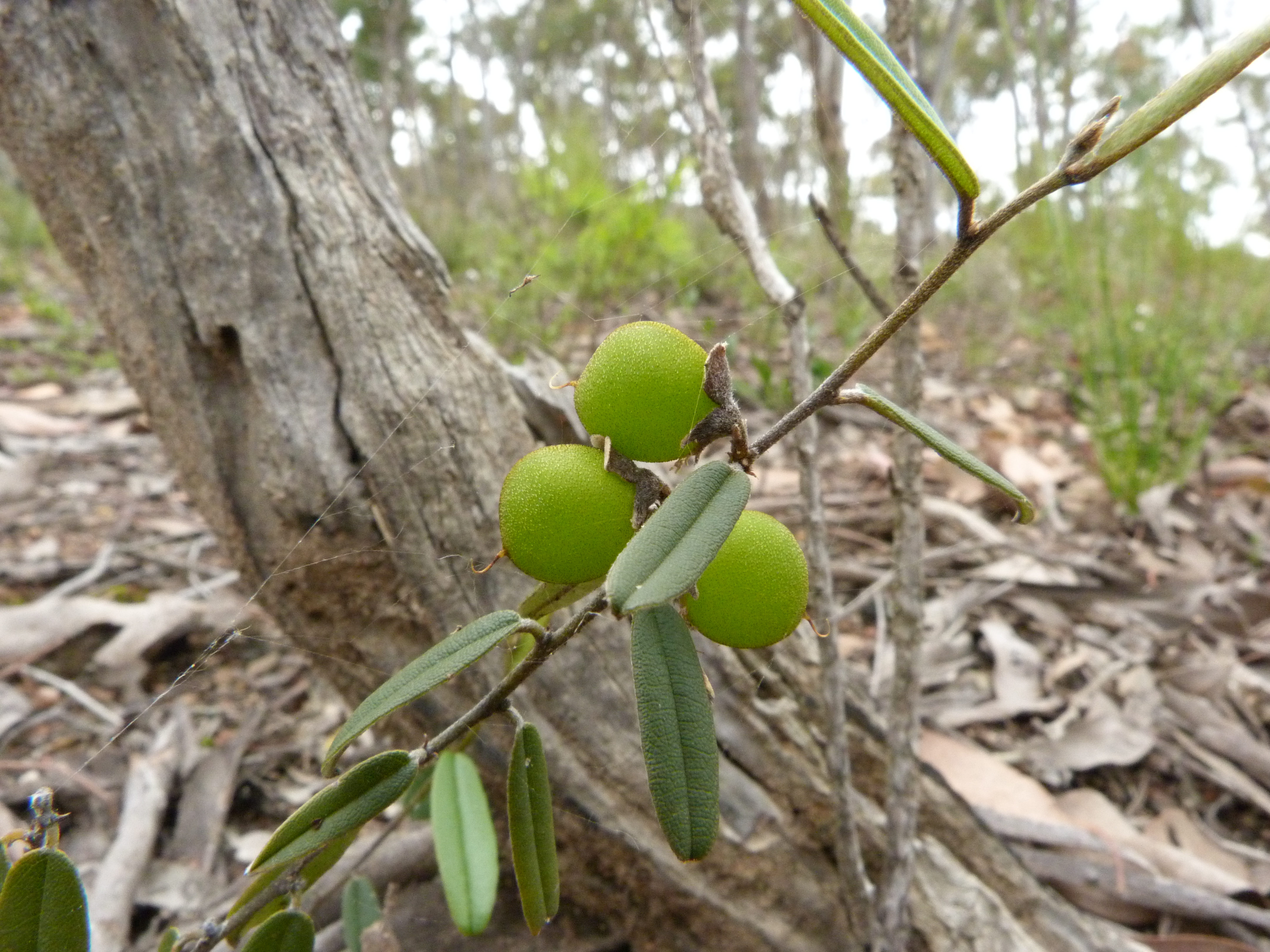